# Al Khalaya
Al Khalaya is een Saoedi-Arabische luchtvaartmaatschappij met haar thuisbasis in Jeddah.

## Geschiedenis
Al Khalaya is opgericht in 2005 door de National Air Services voor luxe binnenlandse vluchten.

## Bestemmingen
Al Khalaya voert lijnvluchten uit naar:(juli 2007)
- Dubai, Riyad

## Vloot
De vloot van Al Khalaya bestaat uit:(september 2007)
- 3 Airbus AB319-100
- 1 Airbus AB319-100SACJ